# Antheromorpha
Antheromorpha är ett släkte av mångfotingar. Antheromorpha ingår i familjen orangeridubbelfotingar.
Kladogram enligt Catalogue of Life:
| Antheromorpha | \| \| Antheromorpha festiva \| \| \| \| \| \| Antheromorpha harpaga \| \| \| \| |
|               | \| \| Antheromorpha festiva \| \| \| \| \| \| Antheromorpha harpaga \| \| \| \| |
|               | Antheromorpha festiva                                                           |
|               |                                                                                 |
|               | Antheromorpha harpaga                                                           |
|               |                                                                                 |